# 김두환 (화가)
김두환(金斗煥, 1913년 11월 8일 ~ 1994년 1월)은 일제강점기와 대한민국의 화가로 충청남도 예산군 출신이다.

## 생애
경성부 양정고등보통학교와 일본 가와바타(川端) 미술학교를 졸업했고 1935년부터 1940년까지 일본 데이코쿠(帝國) 미술학교(현재의 무사시노 미술대학) 서양화과에 재학했다.
1938년에 열린 제1회 재도쿄 미술협회전에서 《풍경》, 《봄의 풍경》을 출품했으며 1940년에 열린 제3회 재도쿄 미술협회전에서 《여승》, 《향수》, 《자화상》 등을 출품했다. 1941년에 열린 제28회 일본 이과회전(二科會展)에서 《정좌야 부인상(正坐也 婦人像)》으로 입선했고 1942년 11월 경성부에서 열린 반도 총후 미술 전람회(半島 銃後 美術 展覽會)에서 유화로 입선했다.
1943년에 열린 제6회 재도쿄 미술협회전에서도 미술 작품을 출품했다. 전시 기간 동안에는 재도쿄 미술협회 회원들이 경성육군병원을 방문하여 상이군인들에게 그림을 그려주는 행사였던 채관위문(彩管慰問) 행사에 참가했다.
1945년 광복과 함께 귀국한 이후에는 예산군에서 김두환회화연구소를 열었으며 예산농업중학교에서 미술 교사로 재직했다. 1948년 3월에는 경향신문사의 후원으로 동화백화점(현재의 신세계백화점의 전신) 갤러리에서 개인전을 열었고 1949년에는 제1회 대한민국미술전람회에서 《향원정》으로 입선했다.
1979년 정년 퇴직할 때까지 서울 경동중학교, 경동고등학교, 경기여자중학교, 경복중학교 등에서 미술 교사로 재직했다. 미술 교사로 재직 중이던 1960년부터 1980년까지는 꾸준히 개인전을 개최했다.